# Science-Fiction-Jahr 1959
Übersicht

◄◄ | ◄ | 1955 | 1956 | 1957 | 1958 | Science-Fiction-Jahr 1959 | 1960 | 1961 | 1962 | 1963 | ► | ►►

Weitere Ereignisse

## Ereignisse
- Der erste First Fandom wird abgehalten und in diesem Jahr auch offiziell gegründet.